# Я
Я, я е буква от кирилицата. Тя е последната по ред буква в българската, руската, украинската и беларуската азбука. Използва се за описване на съчетанието от звукове [ja] в началото на думата или след гласна (вж. йотация), както и когато е след съгласна, за отбелязване на палатализацията на тази съгласна и последващ звук /a/. В българския език, в неударена позиция „я“ [ja] се редуцира до [йъ] [jɐ] (вж. редукция на неударените гласни в българския език), а в някои глаголни окончания и в членната морфема, когато това окончание е под ударение, произношението на „я“ отново e йъ [jɤ̞] (примери: благодаря̀ [blɐgodɐˈrʲɤ̞], деня̀ [dɛˈnʲɤ̞], деня̀т [dɛˈnʲɤ̞t]).

## История
Буквата се развива като ръкописно написан малък юс Ѧ. В графично отношение, а от гледна точка на руския език – и във фонетично, е наследник на малката носовка Ѧ (малък юс). От гледна точка на българския език това положение е неправилно, тъй като фонетичният развой на малката носовка в книжовния български език е дал звука [е]. Понастоящем я в българския се пише на мястото на историческо йотувано а, на ят (ѣ) в думи с якаво произношение, и по изключение с фонетична стойност [йъ] в някои глаголни окончания, където исторически стои йотиран голям юс (ѭ). Гласният звук в Я има звукова стойност на „ъ“ [ɤ̞] и в кратката, и в пълната членна форма на съществителните имена от мъжки род: деня [dɛˈnʲɤ̞], денят [dɛˈnʲɤ̞t] (окончания, понякога некнижовно и неправилно произнасяни с [а]).
Найден Геров пише Я на етимологическото място на Ѧ (малък юс), а също и след буквите ч, ж, ш.

## Кодове
| Символно кодиране | Случай | Двоичен          | Шестнадесетичен | Осмичен | Десетичен |
| ----------------- | ------ | ---------------- | --------------- | ------- | --------- |
| Уникод            | Главна | 0000010000101111 | 042F            | 2057    | 1071      |
| Уникод            | Малка  | 0000010001001111 | 044F            | 2117    | 1103      |
| KOI               | Голяма | 11110001         | F1              | 361     | 241       |
| KOI               | Малка  | 11010001         | D1              | 321     | 209       |
| Windows 1251      | Голяма | 11011111         | DF              | 337     | 223       |
| Windows 1251      | Малка  | 11111111         | FF              | 377     | 255       |
| ISO 8859-5        | Голяма | 11001111         | CF              | 317     | 207       |
| ISO 8859-5        | Малка  | 11101111         | EF              | 357     | 239       |

В HTML кода е &#1071; или &#x42F; за големи и &#1103; или &#x44F; за малки букви.

## Използване
Я е 30-ата и последна буква в българската азбука, а също и 33-та и последна в руската азбука. В руския език е със значение „Аз“. В ранно кирилската азбука „азъ“ се използва за „Аз“ (както в българския).
Я се използва за:
- изразяване на подкана: Я ела!
- усилване на казаното: Да не съм банкер, я!
- съюз: Я отиде, я не!; Я има, я няма!
- изненада: Я, той е тука!; Я, колко е красиво!

Кирилските Я и И се използват в лъжлива кирилска типография.